# Migmatito

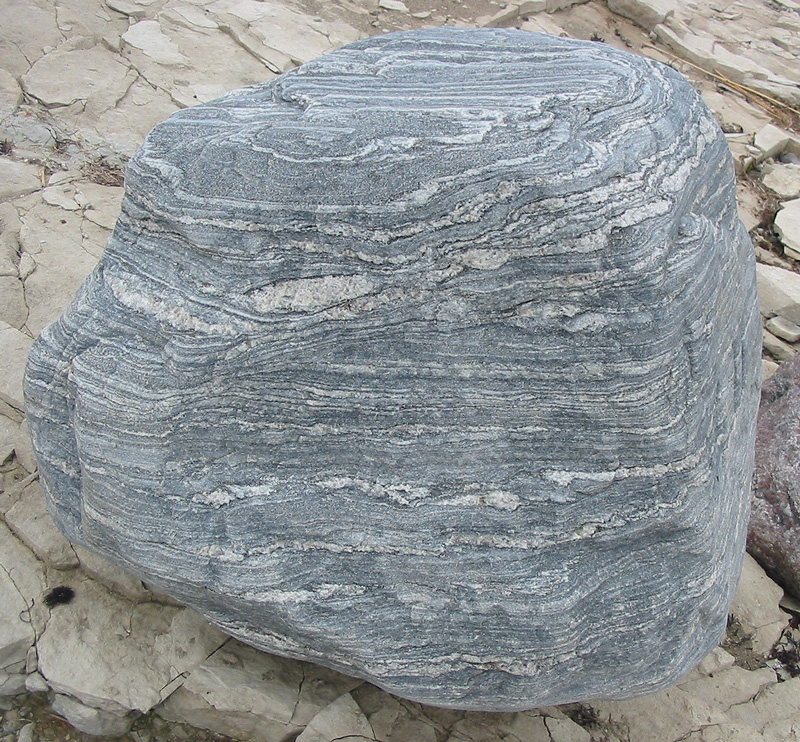
Migmatita em afloramento, mostrando bandas de leucossoma claras e melanosoma escuras.

Migmatito é uma rocha ígnea / metamórfica originada de uma rocha da família dos granitóides que, após passar por um processo de fusão parcial e recristalização desse fundido, estabelece-se diferente de sua rocha parental.

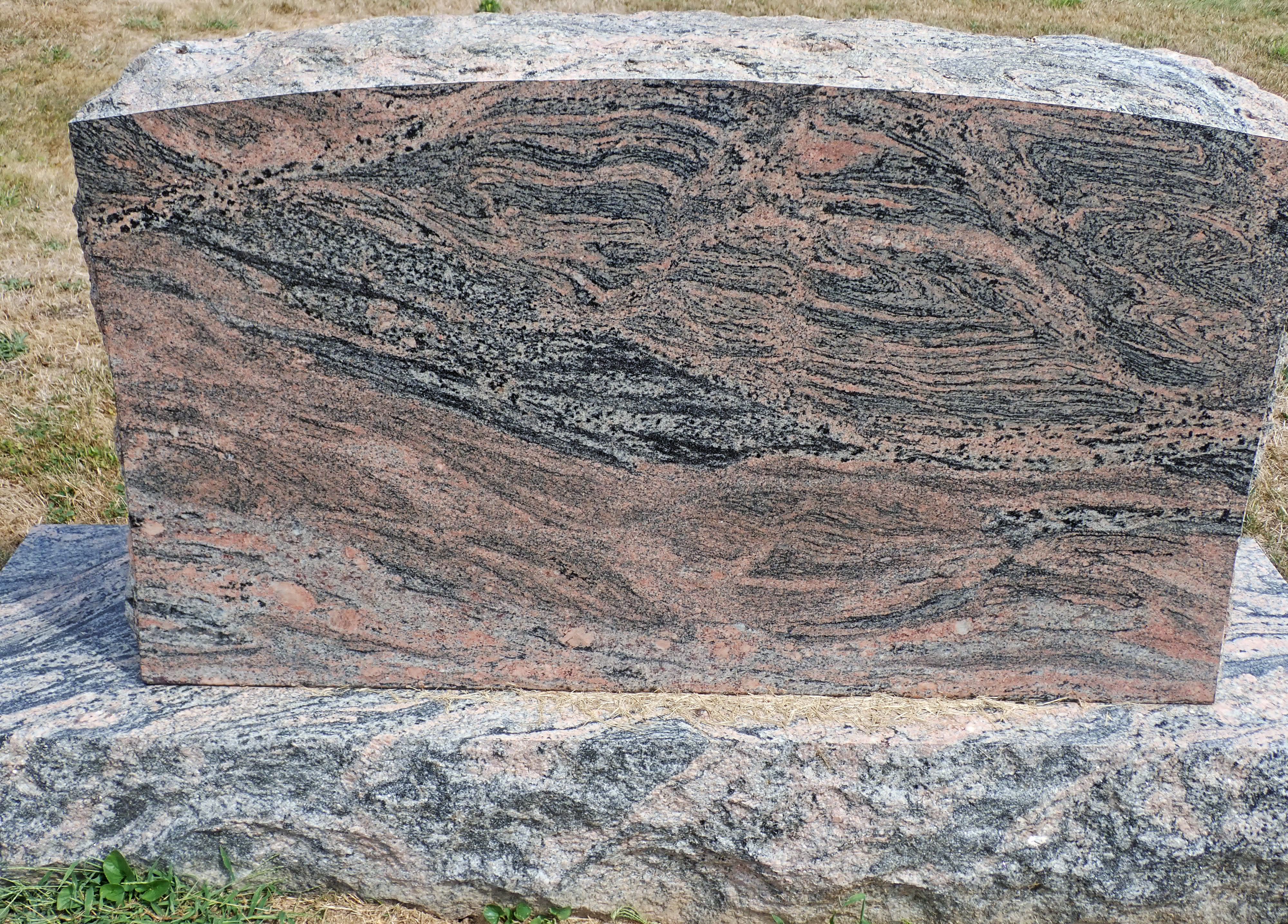
Lápide de migmatito, mostrando textura parcialmente fundida clara e escura típica da rocha.

A fusão parcial ocorre quando o conjunto rochoso atinge condições de forte metamorfismo sob alta pressão de H2O o que leva a fusão dos componentes granitófilos mais leves que tendem a se entremeiar com fácies remanescentes, não fundidos, mais máficos.
Os migmatitos podem ter estrutura muito variável, desde rocha maciça, homogênea, granitóide (diatexitos) até a combinação heterogênea de duas ou mais fácies distintas (metatexitos). Nestes, ocorrem fases rochosas mais escuras representando, normalmente, os relictos (paleossoma) não fundidos da rocha original  e fases mais félsicas representando a parte fundida (neossoma).
Em condições anidras, nas mesmas temperaturas e pressões de migmatitos, com pouca ou nenhuma fusão dissociando a fase máfica de félsica, formam-se os granulitos ao invés de migmatitos.

A mineralogia mais comum dos granitóides é: 
- quartzo
- feldspato potássico
- plagioclase
- biotite
- hornblenda
- epídoto